# Lac Rocher (rivière Nipukatasi)
Pour les articles homonymes, voir Rocher.
Le lac Rocher est un plan d'eau douce du bassin versant de la rivière Broadback, de la municipalité de Eeyou Istchee Baie-James (municipalité), dans la région administrative du Nord-du-Québec, au Québec, au Canada.
La foresterie constitue la principale activité économique du secteur. Les activités récréotouristiques arrivent en second, grâce à un vaste plan d’eau navigable en aval, surtout la partie inférieure de la rivière Nipukatasi et la rivière Broadback.
Le bassin versant du lac Rocher est accessible grâce à la route forestière R1023 (sens Est-Ouest) venant de l’Ouest, passant au Nord de l’Île du Pain de Sucre, puis se dirigeant vers le Nord-Est pour passer du côté Ouest du Lac Rocher ; la R1023 relie la  route de la Baie-James (sens Nord-Sud) qui vient de Matagami. Une autre route (sens Nord-Sud) passe du côté Est du lac Rocher et du côté Ouest du lac Amisquioumisca.
La surface du lac Rocher est habituellement gelée du début novembre à la mi-mai, toutefois la circulation sécuritaire sur la glace se fait généralement de la mi-novembre à la mi-avril.

## Géographie
Le lac Rocher reçoit du côté Sud les eaux de la rivière Nipukatasi dont le principal lac de tête est le lac Amisquioumisca. Le lac Rocher fait partie d’un ensemble de lacs dans le même secteur, généralement formés en longueur, plus ou moins en parallèle, notamment le Lac Ouescapis, le lac Quénonisca, le lac Salamandre, le lac Opataouaga et le lac Amisquioumisca. Tandis que du côté Ouest, le plan d’eau majeur est le lac Evans. 
Le lac Rocher comporte une longueur de 27,1 km, une largeur de 2,7 km, une altitude de 255 km et une superficie de 45,79 km2. Fait en longueur par l’élargissement de la rivière Nipukatasi, ce lac compte 17 îles et quelques baies. 
Les zones environnantes de proximité du lac ont une topographie généralement nivelée, sauf le Mont Dôme dont le sommet culmine à 381 m à 3,6 km au Nord-Ouest du lac. Ce sommet est à égale distance avec le lac Quénonisca qui est un plan d’eau voisin au Nord-Ouest.
L’embouchure du lac Rocher est situé à :
- 24,2 km au Sud du Lac Théodat ;
- 10,7 km Sud-Ouest de l’embouchure de la rivière Nipukatasi (confluence avec la rivière Broadback) ;
- 55,8 km au Sud-Est de l’embouchure du lac Evans lequel est traversé par la rivière Broadback ;
- 194 km au Sud-Est de l’embouchure de la rivière Broadback (confluence avec la Baie de Rupert) ;
- 136,7 km au Nord-Est du centre-ville de Matagami ;
- 161,3 km au Nord-Ouest du centre-ville de Chibougamau[1].

Le lac Rocher se déverse du côté Nord-Est par la rivière Nipukatasi dont le cours coule sur 4,1 km vers le Nord-Est en zone de marais jusqu’à un lac non identifié (longueur : 6,4 km ; altitude : 253 m) que le courant traverse sur sa pleine longueur. Puis, le courant poursuit vers le Nord sur 2,9 km en zone de marais, jusqu’à la confluence de la rivière Nipukatasi laquelle se déverse sur la rive Sud de la rivière Broadback. De là, le courant se dirige vers l’Ouest en coulant par la rivière Broadback sur 15,3 km jusqu’à la rive Est de la Baie du Corbeau qui constitue une extension du lac Evans. En aval du lac Evans, le courant coule vers l’Ouest jusqu’à la rive Est de la baie de Rupert.

## Toponymie
Cet hydronyme évoque l’œuvre de vie de Robert Rocher, ancien membre de la Commission de géographie du Québec, en 1917.
Le toponyme lac Rocher a été officialisé le 5 décembre 1968 à la Commission de toponymie du Québec, soit à la création de cette commission.